# Теорема Оселедца
Теорема Оселедца (мультипликативная эргодическая теорема) — утверждение, подводящее теоретическое обоснование для вычисления показателей Ляпунова нелинейных динамических систем. Доказана Валерием Оселедцем в 1965 году, доклад о результате был представлен на Международном Математическом Конгрессе в 1966 году. Альтернативное доказательство найдено Рагунатаном. Впоследствии теорема распространена на полупростые группы Ли (Кайманович) и далее обобщена в работах Рюэлля, Маргулиса, Карлссона и Ледрапье.